# István Kenderesi
István Kenderesi (Boedapest, 9 november 1941) is een voormalig Hongaars voetballer.
De doelverdediger István Kenderesi maakte in circa 1966 zijn debuut op het hoogste niveau voor Vasas Boedapest. Hij was in de jaren daarna enkele keren reservekeeper van het Hongaars voetbalelftal. In september 1969 ontvluchtte hij zijn land door na een wedstrijd van Vasas tegen SC Wacker Wien in Oostenrijk achter te blijven. Via België vluchtte hij naar Nederland, waar hij zich meldde bij de politie in Enschede en kort daarop aansloot bij FC Twente. Zijn voorkeur voor deze club was mede ingegeven door het feit dat zijn landgenoot Antal Nagy hier onder contract stond. In seizoen 1969/70 kwam hij echter nog niet in actie in Nederland, omdat hij na Nagy en de Duitser Uwe Blotenberg de derde buitenlander was bij FC Twente en clubs destijds twee buitenlanders onder contract mochten hebben.
Vanaf seizoen 1970/71 was Kenderesi reservedoelman achter Piet Schrijvers. In twee seizoenen kwam hij slechts twee keer in actie. Op 6 september 1970 maakte hij zijn debuut in een met 1-0 verloren thuiswedstrijd tegen Sparta. Op 19 september 1971 kwam hij voor de tweede en laatste keer voor FC Twente binnen de lijnen, in een thuiswedstrijd tegen FC Groningen. In december 1970 had hij in een wedstrijd tegen het Nederlands elftal het doel verdedigd van een team van buitenlandse spelers uit de Eredivisie.
Gefrustreerd door zijn reserverol achter Schrijvers en ontevreden met zijn contract weigerde Kenderesi vanaf half oktober 1971 verder uit te komen voor FC Twente. Hij trainde enige tijd bij Rot-Weiss Essen in Duitsland en tekende in 1972 een verbintenis met Beerschot in België. Ook hier werd hij geen vaste keus in het eerste elftal. In twee seizoenen kwam hij tot vijftien wedstrijden.
Vanaf 1974 kwam Kenderesi nog twee jaar uit voor Cercle Sportif Andennais in de Belgische Derde klasse. Na zijn voetballoopbaan was hij eigenaar van een hotel in de Belgische Ardennen en was hij incidenteel werkzaam als scout voor de Hongaarse voetbalbond.